# Sả đuôi én ăn ong
Sả đuôi én ăn ong (danh pháp hai phần: Merops hirundineus) là một dạng chim gần với Bộ Sẻ, thuộc Họ Trảu, Bộ Sả. Chúng sinh sản ở vùng rừng thảo nguyên thuộc châu Phi hạ Sahara. Chúng sống di cư, di chuyển để đáp ứng với điều kiện mưa.
Loài này, giống như những loài ăn ong khác, là một loài chim mảnh khảnh, có màu sắc phong phú. Màu sắc và đuôi chẻ dễ nhìn thấy của nó làm cho loài này không thể nhầm lẫn. Toàn thân lông chủ yếu có màu xanh lá cây với cổ họng màu vàng, phần ức màu xanh và sọc mắt đen. Chúng có thể đạt tới chiều dài 20–22 cm, bao gồm cả lông dài màu xanh lục hoặc xanh lam. Đực và cái giống nhau.
Đây là một loài thích vùng đất nhiều gỗ hơn hầu hết những loài ăn ong khác. Loài chim hấp dẫn này dễ dàng tiếp cận. Cũng giống như tên gọi, chúng ăn chủ yếu là côn trùng, đặc biệt là những con ong, ong bắp cày,...
Những con chim ăn ong này làm tổ theo một cặp hoặc theo các thuộc địa cỡ rất nhỏ ở bờ cát, hoặc mặt đất bằng phẳng. Chúng tạo ra một đường hầm tương đối dài trong đó đặt 2 đến 4 quả trứng trắng hình cầu. Những con chim này cũng kiếm ăn và nuôi con chung.

## Phân loại
Sả đuôi én ăn ong phân loài với phân bố như sau:
- Merops hirundineus chrysolaimus – Senegal ở phía nam Chad và tây bắc Cộng hòa Trung Phi
- Merops hirundineus heuglini – miền nam Sudan và láng giềng Ethiopia, Uganda và Cộng hòa Dân chủ Congo
- Merops hirundineus furcatus – miền nam Cộng hòa Dân chủ Congo đến Zambia, miền nam Zimbabwe, Mozambique và Tanzania
- Merops hirundineus hirundineus – Angola và Namibia đến Zimbabwe và miền nam Nam Phi